# Francisco Dosamantes
Francisco Dosamantes (Ciudad de México, 4 de octubre de 1911-Ciudad de México, 18 de julio de 1986) fue un artista mexicano y un educador, quien es reconocido por ilustraciones educativas y trabajo gráfico en contra del fascismo. Él fue un miembro fundador del Taller de Gráfica Popular y del Salón de la Plástica Mexicana.

## Vida
Francisco Dosamantes nació en la Ciudad de México el 4 de octubre de 1911. Su papá fue Daniel Dosamantes quien era un constructor, decorador de interiores y pintor. Francisco no estaba registrado en el Registro Civil hasta que tuvo veinte años el 6 de marzo de 1939; su apellido materno no está registrado en el documento.
Fue a la primaria y secundaria en la Ciudad de México, y después entró en la Escuela Nacional de Artes Plásticas donde estudió por cinco años.
Él murió en la Ciudad de México el 18 de julio de 1986.

## Carrera
En 1928 se unió al grupo de los pintores 30-30; después trabajó en Misiones Culturales para la SEP en Oaxaca, Michoacán, Guerrero, Colima, Coahuila y Chihuahua desde 1932 a 1937 y después desde 1941 a 1945; cuando regresó a la Ciudad de México él dio clases en preparatorias de 1937 a 1941. En 1945 fundó y dirigió el taller escuela de dibujo y pintura “Joaquín Claussell” en Campeche, Campeche.
Dosamantes fue política y culturalmente activo con la mayoría de su trabajo. Fue un miembro de la Liga de Escritores y Artistas Revolucionarios desde 1934 a 1938. Fue un miembro fundador del Taller de Gráfica Popular, sirvió de administrador en 1940. Creó posters para conferencias acerca del fascismo y nazismo, tales como “Alemania bajo bayonetas” en 1938. En 1940 se convirtió en secretario general del Sindicato de Maestros de Artes Plásticas. También fue miembro de la sociedad para el impulso de las artes plásticas en 1948.
Pintó varios murales en las áreas rurales de México generalmente cuando estaba en misiones culturales. Su principal mural está en la casa de José María Morelos en Carácuaro, Michoacán.
Como ilustrador de libros trabajó en la SEP.
Exhibió sus obras, las cuales incluían óleo y litografías. Sus mayores exhibiciones incluyen la de la Galería Excélsior en la Ciudad de México. También participó en varias exhibiciones en Cuba, España, EUA y Francia.

## Estilo
Fue pintor e ilustrador de libros. Su trabajo más reconocido fue una serie de litografías basadas en una pintura rural maya. Su mejor trabajo político fue una litografía llamada Soldado muerto, fue parte de una exhibición llamada “La Revolución sobre papel: grabados mexicanos 1910-1960” en el Museo Británico en 2009. Otra importante litografía de este periodo fue Bombardeo, España, en oposición por la rebelión por Francisco Franco. Tiene elementos similares a la última obra de Picasso relacionada con el bombardeo de Guernica.